# 沃隆基 (羅夫諾州)
51°33′26″N 26°5′31″E / 51.55722°N 26.09194°E
沃隆基（羅馬化：Voronky）是烏克蘭西部的村莊，隸屬里夫內州的瓦拉什區。該村始建於1629年，面積55.7平方公里，海拔高度154米，2001年人口1,629，人口密度每平方公里27.9人。